# Xã Rison, Quận Cleveland, Arkansas
Xã Rison (tiếng Anh: Rison Township) là một xã thuộc quận Cleveland, tiểu bang Arkansas, Hoa Kỳ. Năm 2010, dân số của xã này là 1.522 người.